# Jardin des Plantes
Jardin des Plantes (în română „Grădina plantelor”) este o grădină botanică și zoologică din Paris cu o suprafață de 23,5 ha. Se află în centrul orașului, pe malul stâng al fluviului Sena, în sectorul 5, între Marea geamie din Paris, complexul universitar „Jussieu”, Gara Austerlitz și Sena. Adăpostește sediul, laboratoarele, colecțiile, galeriile muzeale și serele Muzeului Național francez de Istorie Naturală.

## Istoric
A fost proiectată în anul 1626. Acum face parte din Muzeul Național de Istorie Naturală.
Grădina a fost creată inițial ca Jardin royal des plantes médicinales de către medicii regelui, Ludovic al XIII-lea, Jean Héroard (1551–1628) și Guy de La Brosse. Directori au fost printre alții Antoine Vallot (1652-71), medicul regelui Ludovic al XIV-lea, Guy-Crescent Fagon (1693) și naturalistul Georges-Louis Leclerc de Buffon (1739), cel care a extins parcul.